# Клиентска държава
Клиентска държава се нарича държава, която е подчинена на друга, по-влиятелна държава в някакво отношение – икономическо, политическо или военно. Клиентската държава може да бъде сателитна държава, асоциирана държава, марионетна държава, неоколония, протекторат, васална държава и трибутарна държава (на английски: Tributary state).

## История

### Персия, Древна Гърция и Древен Рим
Древните държави като Ахеменидска Персия и древногръцките полиси създават клиентски държави чрез подчинение на съответните управници. Например Древна Атина принуждава по-слабите полиси да встъпят в Делоския съюз и в някои случаи им натрапват демократично управление. По-късно Филип II Македонски създава Коринтския съюз. Римската република използва най-широко клиентски отношения, като често вместо завоюване на държавата (с последващо поглъщане в империята) предпочита отношенията на клиентелизъм. Понякога клиентът не е бивш враг, а претендент за властта (например Ирод I Велики).

### Османска империя
Османската империя има редица васални и трибутарни княжества.

### Русия и Сърбия
Австро-Унгария се опитва да направи от Сърбия клиентска държава, за да сформира християнска опозиция на Османската империя. Впоследствие Съэрия попада под протекцията на Русия, която формира православна опозиция на католицизма, олицетворен от Австро-Унгария. Великобритания и Австрия считат Сърбия за клиентска държава под контрола на Русия.

### Франция
По време на Френската революция и управлението на Наполеон Франция завоюва много територии в Западна Европа и създава дъщерни републики в опита си да накара народите да възприемат републиканска форма на управление. Такива са създадени в Италия, Швейцария, Белгия и Нидерландия. В същото време Наполеон създава и клиентски държави монархии, като поставя начело свои приближени: Неаполитанското кралство под управлението отначало на Жозеф Бонапарт, а след това на Жоашен Мюра, както и кралство Испания, чийто трон след френското нахлуване заема Жозеф Бонапарт.
Западният бряг на Рейн е аннексиран и става част от Френската империя. Многобройни германски държави, включително членките на Рейнския съюз, стават френски клиентски държави, сред които и кралство Вестфалия, оглавено от Жером Бонапарт. Новосъздаденото Варшавско херцогство също се намира под силно френско влияние.

### Нацистка Германия
След падането на Франция под германска власт е създадена т.нар. Вишистка Франция като клиентска държава на нацистка Германия и остава такава до 1942 г., когато е сведена до марионетна държава, просъществувала до 1944 г. Германия установява в завоюваните от нея територии и други клиентски държави: Първа словашка република, Независима хърватска държава и немска военна администрация в Сърбия.

### Съединени щати
След 1945 г. и особено по време на Студената война терминът често се отнася до държави, управлявани от диктатори и открито подкрепяни от САЩ. Много латиноамерикански страни като Гватемала, Салвадор, Никарагуа до 1979 г., Куба до 1959 г. и Чили под режима на генерал Аугусто Пиночет, са считани за американски клиентски държави, тъй като правителството на САЩ оказва силно влияние върху политиката им. Други авторитарни режими, поддържащи тесни връзки със САЩ, са Южен Виетнам, Южна Корея, Индонезия (1966 – 1998), Иран до 1979 г., Камбоджа при режима Лон-Нол, Филипините при Фердинанд Маркос и Саудитска Арабия.

### Съветски Съюз
Съветските клиентски държави включват повечето от страните-членки на Варшавския договор, чиято политика в значителна степен зависи от съветската икономическа и военна помощ. Също така зависими от СССР в определени периоди са държави от Третия свят като Куба след кубинската революция, КНДР, Ангола, Мозамбик, Афганистан и Северен Виетнам.